# Abel Thomas
Pour les articles homonymes, voir Thomas.
Abel Thomas, né le 18 juillet 1920 à Fontenay-le-Comte et mort le 13 décembre 2003 à Courbevoie, est un haut fonctionnaire et homme politique français, député de la deuxième circonscription de Paris de 1978 à 1981. Dans les années 1950, il joue un rôle majeur dans le programme nucléaire israélien.

## Biographie
Polytechnicien, Abel Thomas est d’abord conseiller technique du ministre de l’armement Maurice Bourgès-Maunoury en 1952.
Il suit ensuite Bourgès-Maunoury au ministère de l’Industrie en 1954, où il devient son directeur de cabinet, puis à la Défense en 1956-1957, période où il est nommé commissaire général à l’industrialisation de l’Algérie.
C’est durant cette période que Brigitte Bardot entre en contact avec lui afin d’éviter l’envoi en Algérie de Jean-Louis Trintignant, alors en service militaire en Allemagne. Elle relate leur entretien dans ses mémoires en ces termes: «Le salon dans lequel on m’introduisit était immense et plein de dorures. un homme assis derrière son bureau se leva pour m’accueillir. C’était A.T. J’avais l’impression d’être en face d’un docteur, qui pouvait me sauver, s’il le voulait. Je lui exposai mon problème, franchement, sans honte, lui disant mon désespoir. Il souriait, goguenard, un peu condescendant, sûr de lui… Il me demanda si j’étais prête à tout faire pour “récupérer” mon amoureux. Je répondis “oui” sans arrière-pensée.» Le lendemain, alors qu’Abel Thomas lui a proposé, d’aller dîner : «Ce monsieur n’arrêtait pas de me baiser les mains, en attendant probablement de me “baiser” tout court ! J’étais très ennuyée. Je devais lui résister sans le froisser, sinon, adieu le retour de Jean-Louis. Il me collait comme un bonbon, me suçait les doigts, me buvait des yeux… Quelle situation épouvantable ! Je lui demandai à brûle-pourpoint s’il pouvait, oui ou non, faire quelque chose pour nous. Il me répondit très détaché que ça dépendait de moi. Si j’acceptais d’être très, très gentille avec lui, alors peut-être, pourrait-il faire revenir Jean-Louis. Sinon, peut-être l’enverrait-il directement de Trèves en Algérie…». Cette scène figure dans le deuxième épisode de la série Bardot, fiction basée sur des faits réels diffusée depuis le 8 mai 2023 sur France 2 qui retrace les jeunes années de l’icône française.
Il devient par la suite directeur adjoint de  Maurice Bourgès-Maunoury alors président du Conseil en 1957, puis son directeur de cabinet au ministère de l’Intérieur en 1957-1958.
Contact privilégié de Shimon Peres à partir de 1954, Abel Thomas organise la livraison de 9 avions de chasse Marcel Dassault à l’Etat d’Israël à la fin 1955, et joue un rôle clé dans l’opération de Suez en 1956. Il convainc alors Guy Mollet de faire expédier 270 avions de chasse en Israël. Il le convainc aussi, en 1957, aux côtés de Francis Perrin, directeur du Commissariat à l'énergie atomique, de sceller un accord entre les deux pays incluant la livraison de matériel à la centrale de Dimona.
Après l’arrivée des gaullistes au pouvoir, Abel Thomas est relégué comme commissaire à l’Aménagement du Territoire, poste qu’il occupe jusqu’en 1963. Il est ensuite conseiller ou administrateur de plusieurs sociétés, dont la Société de l'Aérotrain. Suppléant de Jacques Dominati à l'Assemblée nationale, il occupe son siège lorsque ce dernier est maintenu dans le gouvernement Barre II comme Secrétaire d’État auprès du Premier ministre, après les législatives de 1978, et termine son mandat de la législature, jusqu’à la dissolution de l'Assemblée.

## Ouvrage
Comment Israël fut sauvé: les secrets de l'expédition de Suez, Albin Michel, 1978.